# Komórki Renshawa
Komórki Renshawa – rodzaj interneuronów rdzeniowych.
Komórki Renshawa leżą w rogach brzusznych rdzenia kręgowego ssaków. Położone są przyśrodkowo od motoneuronów. Wczesne badania umieściły je w Renshaw cell area w blaszce brzusznej VII. W porównaniu z motoneuronami czy interneuronami hamującymi miały krótsze dendryty, mniej skomplikowanej budowy. Komórki te odróżniały się licznymi i złożonymi klasterami gefiryny, białka wiążącego postsynaptyczne receptory glicynergiczne.
Komórki te uczestniczą w hamowaniu α-motoneuronów rdzeniowych. Aktywują się w odpowiedzi na pobudzenie kolaterali aksonów motoneuronów. Wysyłają wówczas serię impulsów wysokiej częstotliwości. Łączą się synaptycznie z interneuronami hamującymi typu Ia, ale też z neuronami brzusznymi rdzeniowo-móżdżkowymi, α-motoneuronami i innymi komórkami Renshawa.
Komórki te opisał po raz pierwszy Birdsey Renshaw, którego nazwisko noszą obecnie. Jego publikacje datują się na lata 40. XX wieku. Opisywał w nich kolaterale aksonów motoneuronów przekazujące informacje zwrotne u kotów znieczulonych barbituranami oraz przewodzenie impulsów u kotów i królików. Istnienie opisanych przez Renshawa komórek podawano jednak w wątpliwość. Dowody na ich istnienie zdobył i opublikował w 1971 r. W.D. Willis.